# IFITM2
IFITM2 (англ. Interferon induced transmembrane protein 2) – білок, який кодується однойменним геном, розташованим у людей на короткому плечі 11-ї хромосоми. Довжина поліпептидного ланцюга білка становить 132 амінокислот, а молекулярна маса — 14 632.
| 10         |  | 20         |  | 30         |  | 40         |  | 50         |
| ---------- |  | ---------- |  | ---------- |  | ---------- |  | ---------- |
| MNHIVQTFSP |  | VNSGQPPNYE |  | MLKEEQEVAM |  | LGVPHNPAPP |  | MSTVIHIRSE |
| TSVPDHVVWS |  | LFNTLFMNTC |  | CLGFIAFAYS |  | VKSRDRKMVG |  | DVTGAQAYAS |
| TAKCLNIWAL |  | ILGIFMTILL |  | IIIPVLVVQA |  | QR         |  |            |

A: Аланін

C: Цистеїн

D: Аспарагінова кислота

E: Глутамінова кислота

F: Фенілаланін

G: Гліцин

H: Гістидин

I: Ізолейцин

K: Лізин

L: Лейцин

M: Метіонін

N: Аспарагін

P: Пролін

Q: Глутамін

R: Аргінін

S: Серин

T: Треонін

V: Валін

W: Триптофан

Задіяний у таких біологічних процесах, як імунітет, вроджений імунітет, противірусний захист, ацетилювання. 
Локалізований у клітинній мембрані, мембрані.